# Denticollis multiimpressus
Denticollis multiimpressus is een keversoort uit de familie kniptorren (Elateridae). De wetenschappelijke naam van de soort is voor het eerst geldig gepubliceerd in 1930 door Pic.